# مترجم فوري

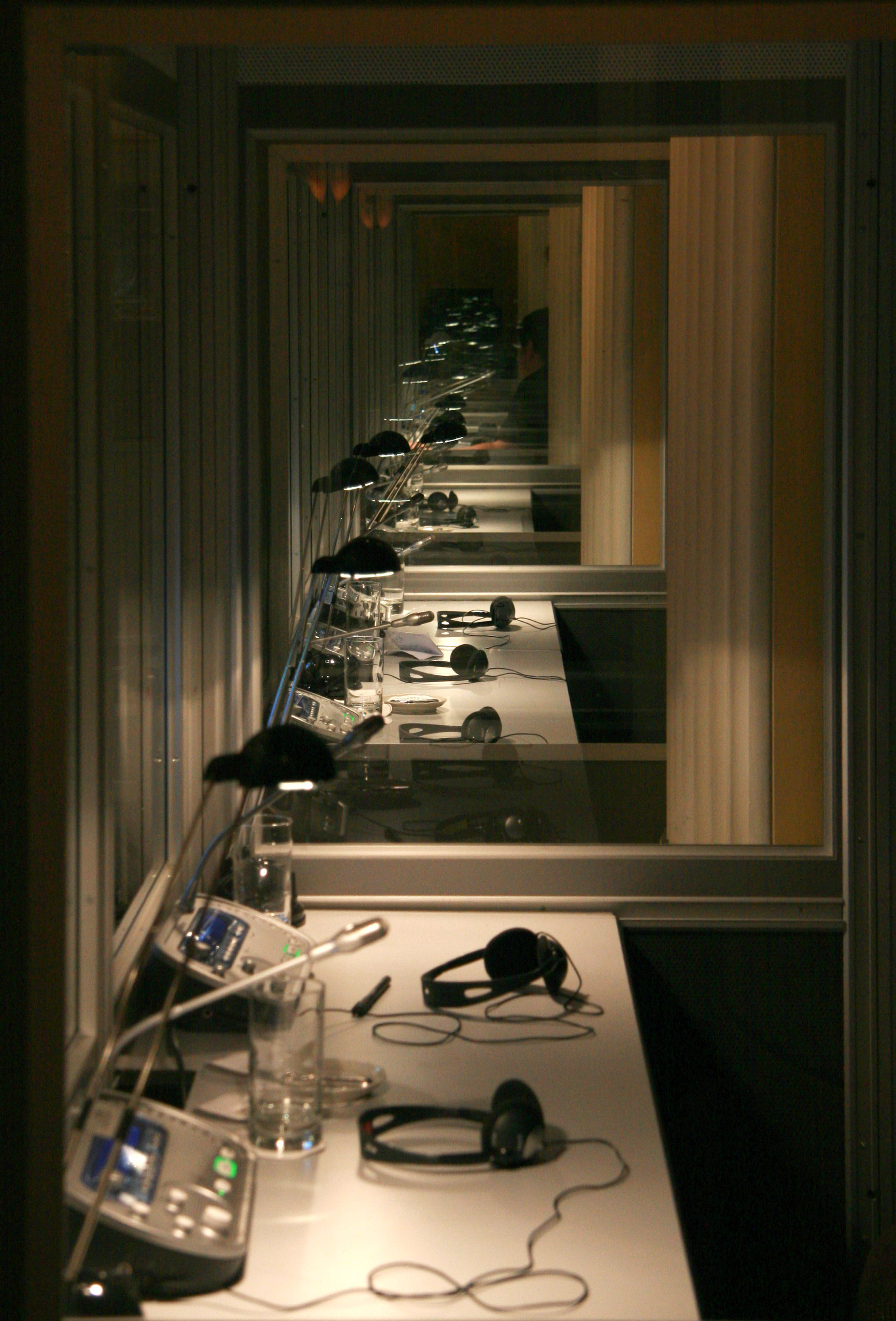
الترجمة الفورية، هي عندما يقوم مترجم فوري بترجمة النص من اللغة المصدر إلى اللغة الهدف في نفس الوقت، على عكس الترجمة التتابعية، بهذه الطريقة لا يتم إزعاج التدفق الطبيعي للمتحدث ويسمح بإخراج الترجمة بطريقة سلسلة للمستمعين.

## التاريخ
تعتبر محاكمات نورمبرغ (1945-1946) التاريخ الرسمي لميلاد للترجمة الفورية، ومع ذلك، تم اختراع الترجمة الفورية في وقت مبكر من عام 1926. تم استلام براءة الاختراع من قبل موظف شركة أي بي ام (الين قوردن فينلي) 
أن فينلي لعب دورًا أساسيًا في تصميم وتطوير معدات الذكاء الاصطناعي مع رجل أعمال أمريكي وفاعل خير (إدوارد فيلين).
في عام 1925، كتب إدوارد فيلين رسالة إلى السيد دروموند وفيه رسالته تم استخدام مفهوم الترجمة الفورية للمرة الأولى في التاريخ المكتوب. في هذه الرسالة، تحدث فيلين عن فكرته لاستخدام الترجمة الفورية في دوري الأمم المتحدة  في وقت مبكر من 2 أبريل 1925. وهذا ماكتبه فيلين إلى السيد دراموند في ذلك اليوم:
سيتم وضع ميكروفون واحد عالي الجودة على قاعدة أو بجانب  موقع المتحدث لالتقاط كلماته. سيتم توصيل هذا الميكروفون من خلال مكبر للصوت بعدد من سماعات الرأس التي سيتم تثبيتها في غرفة هادئة مجاورة.  ستنتهي كل سماعة رأس في كشك المترجم أو مكانه في الغرفة. سيتم تزويد كابينة المترجم الفوري بحامل مكتب هاتف عادي مثبت عليه ميكروفون حديث عالي الجودة والذي سيتم توصيله من خلال مكبر صوت آخر بعدد من سماعات الرأس الموجودة في قسم معين من القاعة أو قاعة الاجتماعات. الخطاب المترجم سيتم تتبعه فورياً من قبل المترجم الفوري  في وقت إلقاء الخطاب الأصلي، والتأخير الوحيد هو تسجيل الخطاب وقدرة المترجم الفوري على الترجمة مباشرة وبسرعة من الملاحظات المختزلة الواردة من المسجل.
استخدمت محاكمات نورمبرغ أربع لغات رسمية: اللغة الإنجليزية والفرنسية والألمانية والروسية.وكان هناك خوف أن تؤدي الترجمة التتابعية إلى إبطاء الإجراءات بشكل كبير.أدى ذلك إلى إدخال تقنية جديدة تمامًا، وهي الترجمة الفورية. 
تتطلب تقنية الترجمة الشفوية هذه أن يستمع المترجم إلى متحدث بلغة المصدر وأن يترجم هذا الكلام شفهيًا إلى لغة أخرى في الوقت الفعلي، أي في نفس الوقت من خلال سماعات الرأس والميكروفونات. 
تم تقسيم المترجمين الفوريين إلى أربعة أقسام، قسم لكل لغة رسمية، وثلاثة مترجمين فوريين لكل قسم يعملون من اللغات الثلاث الأخرى إلى اللغة الرابعة (لغتهم الأم).على سبيل المثال، كان جناح اللغة الإنجليزية يتألف من ثلاثة مترجمين فوريين، أحدهم يعمل من اللغة الألمانية إلى الإنجليزية، والآخر يعمل من الفرنسية، والآخر يعمل من الروسية إلخ.
وقد تم تزويد المدعى عليهم الذين لا يتحدثون أيًا من اللغات الرسمية الأربع بمترجمين فوريين للمحكمة.  بعض اللغات التي تم الاستماع إليها على مدار الإجراءات شملت اليديشية والمجرية والتشيكية والأوكرانية والبولندية.
تم تعيين المترجمين الفوريين وفحصهم من قبل البلدان المعنية التي تم التحدث بها باللغات الرسمية: الولايات المتحدة والمملكة المتحدة وفرنسا والاتحاد السوفيتي وألمانيا وسويسرا والنمسا، وكذلك في حالات خاصة بلجيكا وهولندا. كان العديد منهم مترجمين سابقين وأفراد في الجيش ولغويين، وكان بعضهم مترجمين فوريين متتاليين ذوي خبرة، وكان آخرون أفرادًا عاديين وحتى حديثي التخرج من المدارس الثانوية الذين عاشوا حياة دولية في بيئات متعددة اللغات.  كان يعتقد أن الصفات التي أنتجت أفضل المترجمين الفوريين هي الحس الثقافي، والمعرفة الموسوعية، وحب الاستطلاع، وإلى جانب التصرف الطبيعي والهدوء.
ومع ذلك، على الرغم من التجربة والخطأ الشاسع، لم تكن المحاكمات ممكنة لولا نظام الترجمة الشفوية، مما أحدث ثورة في طريقة معالجة القضايا متعددة اللغات في المحاكم والمؤتمرات.كما تم تعيين عدد من المترجمين الفوريين بعد المحاكمات التي شُكلت في الأمم المتحدة.

## الايجابيات والسلبيات
ولأنه لم يعد هناك توقف طويل للمترجم الفوري أن يتوقف ويفكر في الحديث خلال الترجمة الفورية، فهذا النوع من الترجمة يسمح بتجربة سلسة للمستمعين لأنهم لا يحتاجون إلى الانتظار لفهم الرسالة.لذلك الترجمة الفورية هي الأنسب للأحداث والمؤتمرات واسعة النطاق، التي يكون التأخر في توصيل الكلام قد يدمر تجربة الحدث.
على الجانب السلبي، فأن الترجمة الفورية يمكن أن تكون متعبة للغاية للمترجمين الفوريين لأنهم يعملون مافي وسعهم في وقت ضيق وعادةً أنهم لا يعلمون مافي النص حتى يسمعونه من فم المتحدث (الموضوع فقط).أيضاً المترجمين الفوريين يجب أن يبذلون قصارى جهدهم في المحافظة على أسلوب المتحدث واختياره للكلمات، مما يزيد الضغط أكثر.

## الأساليب
- الترجمة الفورية باستخدام المعدات الإلكترونية/الكهربائية - باستخدام هذه الطريقة، يتم نقل المعلومات إلى اللغة الهدف في اللحظة التي يفهم فيها المترجمون المعنى الكامل.  يتحدث المتحدثون والمترجمون الفوريون في الميكروفونات، ويستخدم المترجمون الفوريون والمستمعون سماعات الأذن.
- الترجمة الهمسية أو الترجمة الشفوية - هذه ترجمة فورية بدون معدات. إنها تعمل تمامًا مثل الترجمة الفورية مع المعدات ولكن في هذه الحالة، لا يتم استخدام الميكروفونات أو سماعات الرأس.  يجلس المترجمون الفوريون بجوار الأشخاص الذين لا يفهمون اللغة المصدر ويهمسون الترجمة في آذانهم.

## المعدات
تساعد المعدات (الأجهزة) ترجمة المؤتمرات التقليدية على التأكد من أن جميع المستمعين يمكنهم فهم الترجمة الشفوية جيدًا. كيف تكون الترجمة الفورية مع الأجهزة التقليدية:
1. المتحدث يتحدث في ميكروفون.
2. يُذاع خطاب المتحدث إلى المترجم الفوري الذي يجلس في حجرة عازلة للصوت ويستمع من خلال سماعات الرأس.
3. عندما يستمع المترجم الفوري إلى الخطاب، فإنه يترجمه في ذات الوقت إلى الميكروفون للمستمعين.
4. يتم نقل الترجمة الفورية لاسلكيًا إلى سماعات الرأس الخاصة بحضور الحدث.

## أنواع أنظمة الترجمة الفورية
أنظمة الأشعة تحت الحمراء
تستخدم هذه التقنية نبضات ضوئية غير مرئية لنقل تغذية الترجمة. يتلقى الحاضرون البث إلى سماعات الرأس الخاصة بهم عبر أجهزة استقبال متعددة القنوات
1. هذا النظام حساس للإعاقة، لذلك يجب وضعه أمام المستمعين (في مجال رؤية واضح).
2. كما لا يمكن تغطيتها بأشياء أخرى مثل الستائر.
3. يمكن أن تتداخل الأضواء الساطعة أو الوامضة مع أنظمة الأشعة تحت الحمراء، لذا يجب تجنبها.
4. لزيادة النطاق، يجب استخدام العديد من بواعث الأشعة تحت الحمراء.

أنظمة ترجمة FM متوسطة المدى (محمولة باليد)
تستخدم هذه الأنظمة موجات الراديو لنقل الكلام (سواء الأصلي أو المترجم) للحضور.  تمامًا مثل أنظمة الأشعة تحت الحمراء، فإن أنظمة FM متصلة أيضًا بأجهزة استقبال متعددة القنوات مع سماعات الرأس.
1. أنظمة FM محمولة - خفيفة وسهلة الحمل.
2. على عكس أنظمة الأشعة تحت الحمراء، فإن أنظمة FM ليست حساسة للعوائق، مما يعني أنها يمكن أن تخترق الجدران والأشياء الأخرى غير الشفافة. كما أنها ليست حساسة للضوء وتعمل بشكل جيد في الخارج.
3. تأتي قابلية نقلها مع نطاق محدود أكثر (حوالي 250 قدمًا).

أنظمة FM بعيدة المدى (محمولة)
إذا تجاوز مكان الحدث 1000 قدم، يلزم وجود أنظمة FM بعيدة المدى.  ولكن مع القوة الهائلة يأتي أيضًا... المزيد من الوزن.  لا تزال هذه الأنظمة محمولة، على الرغم من صعوبة نقلها مقارنةً بأنظمة FM متوسطة المدى.
1. المزيد من القوة يعني إلغاء التداخل اللاسلكي بشكل أفضل، وهذا بدوره يعني المزيد من الجودة في صوت الترجمة المنقولة.
2. تعد أنظمة FM طويلة المدى أكثر فعالية من حيث التكلفة من النطاق المتوسط لجمهور أكبر.
3. أكبر عيب هو كونها ثابتة.  نعم، لا تزال أنظمة ترجمة FM طويلة المدى محمولة ولكنها ليست متنقلة.  عادةً ما تكون أجهزة الإرسال هذه ثابتة، مما يعني أنه لا يمكن للمتحدثين والحضور الابتعاد عنها كثيرًا، أو أنهم لن يسمعوا الخطاب.

## أكشاك المترجمين
أكشاك المترجم الفوري ضرورية للترجمة الفورية حيث يتم استخدام المعدات التقليدية. يجب أن يكون المترجمون في المكان ويميل ذلك إلى إحداث ضوضاء كبيرة.  مع الأخذ في الاعتبار الضغط الذي يتعين على المترجمين تحمله خلال المؤتمرات الكبيرة، من المهم للغاية التأكد من أن لديهم بيئة عمل عازلة للصوت - في أكشاك المترجمين الفوريين.
يمكن أن تكون أكشاك المترجمين الفوريين إما دائمة أو متحركة. يتم تنظيم كلا المتغيرين بشكل صارم من قبل معايير المنظمة الدولية للتوحيد القياسي (ISO) المتعلقة بترجمة المؤتمرات
أما بالنسبة للشكل، فإن أكشاك المترجمين الفوريين تأتي على شكل أكشاك منضدية وكأكشاك ترجمة بالحجم الكامل. كما يوحي الاسم، يتم وضع العناصر الأولى أعلى الطاولة  لأنها سهلة النقل والإعداد. من ناحية أخرى، فهي مفتوحة من الخلف، مما يعني أنه لا يمكنك ضمان ظروف عمل مريحة تمامًا للمترجمين الفوريين لأن هذه الأكشاك ليست عازلة للصوت تمامًا.
أكشاك المترجمين الفوريين بالحجم الكامل مثل المنازل الصغيرة.  لديهم جدران وأرضية وسقوف وأبواب وأنظمة تهوية خاصة بهم. عادة يمكن أن تتسع لمترجمين فوريين على الأقل ويمكن أن تتسع مقصورات أكبر حتى لأربعة.  بطبيعة الحال، يصعب نقل وتجميع أكشاك المترجمين الفوريين وتتطلب على الأقل اثنين من الفنيين لهذه المهمة.
1. يجب أن يكون لدى المترجمين الفوريين رؤية واضحة للمتحدثين والمنصة والعروض التقديمية.
2. يحتاج المترجمون الفوريون أيضًا إلى إتاحة وصول أكبر إلى الإنترنت.
3. يحتاجون أيضًا إلى عدد كافٍ من منافذ الطاقة لأجهزة الكمبيوتر المحمولة والأجهزة اللوحية وأي أدوات أخرى قد يحتاجون إليها للعمل.
4. جودة الهواء العالية غير قابلة للتفاوض لأسباب واضحة أيضًا.  هذا هو المكان الذي تتدخل فيه المستشعرات التي تقيس ثاني أكسيد الكربون.
5. الظروف الصوتية المثلى، مما يعني أن المراوح يجب أن تكون هادئة قدر الإمكان وأن يكون عزل الصوت من الأكشاك الأخرى أقرب إلى الكمال.

## تطبيقات الترجمة الفورية
بديل لأنظمة الترجمة الفورية التقليدية هو تطبيقات الهاتف المحمول.  طور متخصصو تكنولوجيا المعلومات في مجال الترجمة الفورية أنظمة يمكنها العمل بمفردها أو بالاشتراك مع أجهزة الترجمة التقليدية.
تطبيقات الترجمة الفورية هي أنظمة محمولة تقوم ببث الصوت في الوقت الفعلي على هواتف المستمعين عبر شبكة wifi المحلية أو بيانات الهاتف المحمول الخاصة بالمستمعين.  يتم نقل تيار المتحدث إلى المترجمين الفوريين الذين يقومون بعد ذلك، مع مذيع خاص أو وحدات تحكم تقليدية، ببث ترجمتهم للمستمعين . يمكن للمترجمين الفوريين العمل إما في الموقع أو عن بعد، وفي هذه الحالة لم تعد هناك حاجة إلى أكشاك الترجمة.وبالمثل، يمكن للأشخاص الاستماع إلى البث من أي مكان.